# Кындыгская крепость
Кындыгская крепость (Крепость Сан-Томмазо) (в переводе на русский — «крепость святого Фомы») — была возведена на Кавказском Черноморском побережье, сейчас располагается в селе Кындыг. Крепость является древнейшим из укреплений генуэзского периода в Абхазии — она восходит к XIII веку. На Кавказе это один из немногочисленных сохранившихся памятников итальянского средневекового военного зодчества.
Тамышская (Кындыгская) крепость единственная сохранившаяся до наших времён генуэзская крепость в Абхазии, обозначенная ещё на итальянских средневековых карты.

## Расположение
Крепость располагается на месте впадения небольшой речки Чаща. Исследователи отмечают, что никаких данных о том, было ли здесь укрепление более раннего периода нет, можно предположить, что несмотря на свою небольшую величину, речка вполне могла бы служить для входа небольших судов, а обзор с крепости позволяет контролировать очень значительную часть побережья.
Крепость находится на окраине села Кындыг на берегу Чёрного моря в 36 километрах от Сухума . Доехать до неё можно на личном автомобиле, или добраться до села на маршрутных такси в сторону Очамчыра с главного рынка Сухума.

## История
Кындыгская крепость является памятником архитектуры Генуэзского времени. Она была одной из ключевых баз итальянцев на территории современной Абхазии.
Построена крепость в период, с XIII по XV века, как одна из генуэзских факторий. Фактория вела сначала торговлю обычными товарами с местным населением, и впоследствии стала центром работорговли. В крепости проживали генуэзцы, греки, армяне, абхазы. Папа Римский дал в 1318 году добро на епископство. Крепость находилась в подчинении Моквского епископства.

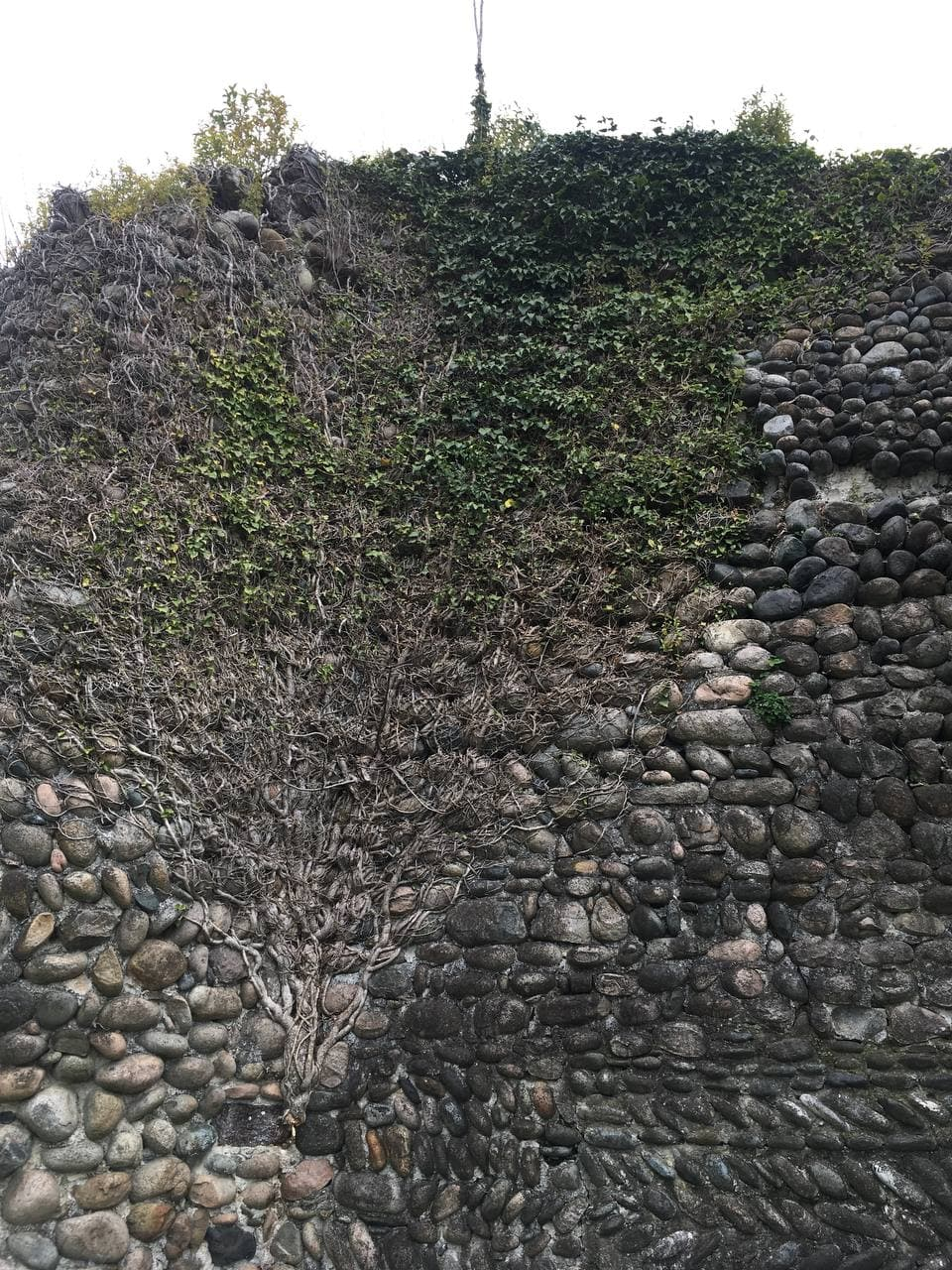

Но после того как в 1453 году Византия пала, генуэзские колонии ослабели и крепости были куплены одним из первых европейских банков «Сан-Джорджио». А уже через двадцать лет турки завоевали эти земли и включили их в состав Османского государства. С того момента её уже не восстанавливали.
При раскопках в 70-х годах XX века было обнаружено в крепостной стене ядро, которое осталось предположительно после турецкого нападения. Скорее всего, это был один из последних штурмов крепости турками, приблизительно в 70-х годах XV века, поскольку крепость после этого уже не восстанавливали, и ядро так и осталось в стене.
С 1973 года в спасательную службу ОСВОДА Абхазии поступали сообщения рыбаков о том, что неоднократно при соответствующей погоде они видели прямо с лодки на дне залива очертания каких-то сооружений.
В июне 1980 года в Скурчинском заливе, в районе с. Кындыг была проведена подводная разведка для определения расположения руин и их очертаний.
21 июня и 4 сентября 1980 г. в бухте Скурча аквалангистами были обнаружены плотные нагромождения булыжника. По утверждению искусствоведа А. К. Кация, это были руины каменных стен на известковой кладке. Техника кладки (известковый раствор с различными примесями) относится к позднеантичному (или генуэзскому) времени. Если это даже и так, то вряд ли римляне (или генуэзцы) создавали бы свои опорные пункты на пустом месте.
В 1990-е годы в руинированной крепости пытались создать кафе, восстановив цементом часть кладки.
В 2010 экспедиция Санкт-Петербургского госуниверситета проводила раскопки на территории крепости. Это экспедиция стала в современной истории Русского географического общества первым студенческим археологическим проектом. В экспедиции принимало участие более 60 студентов со всей России. Научный руководитель экспедиции — кандидат исторических наук, Тимур Кармов. Среди находок: бусина XII века, турецкое ядро.
Так же в 2014 году проходили раскопки при участии российских студентов под эгидой Русского географического общества.
В настоящее время в летний период на территории крепости работает кафе. Оборудована смотровая площадка.

## Галерея

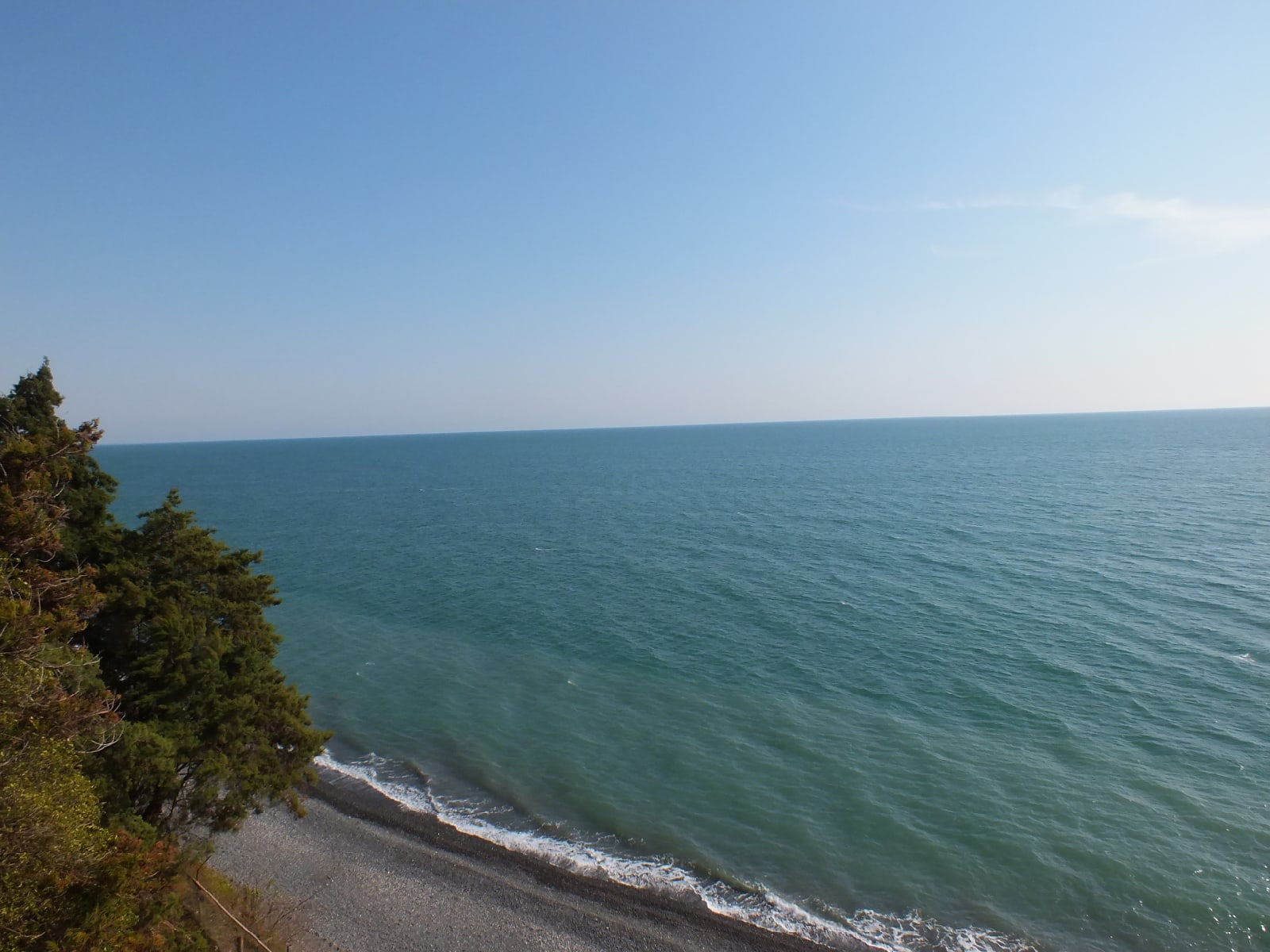
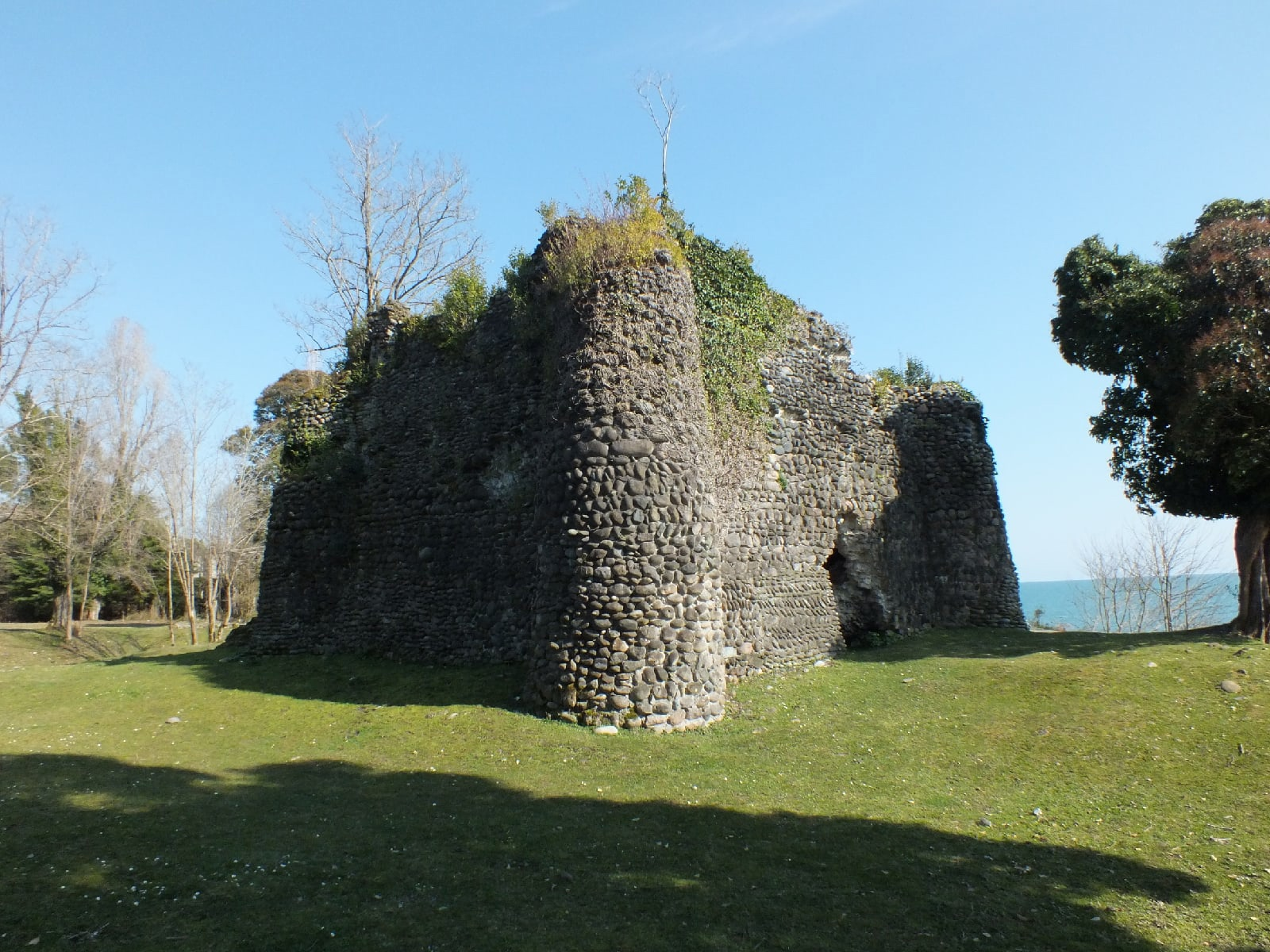
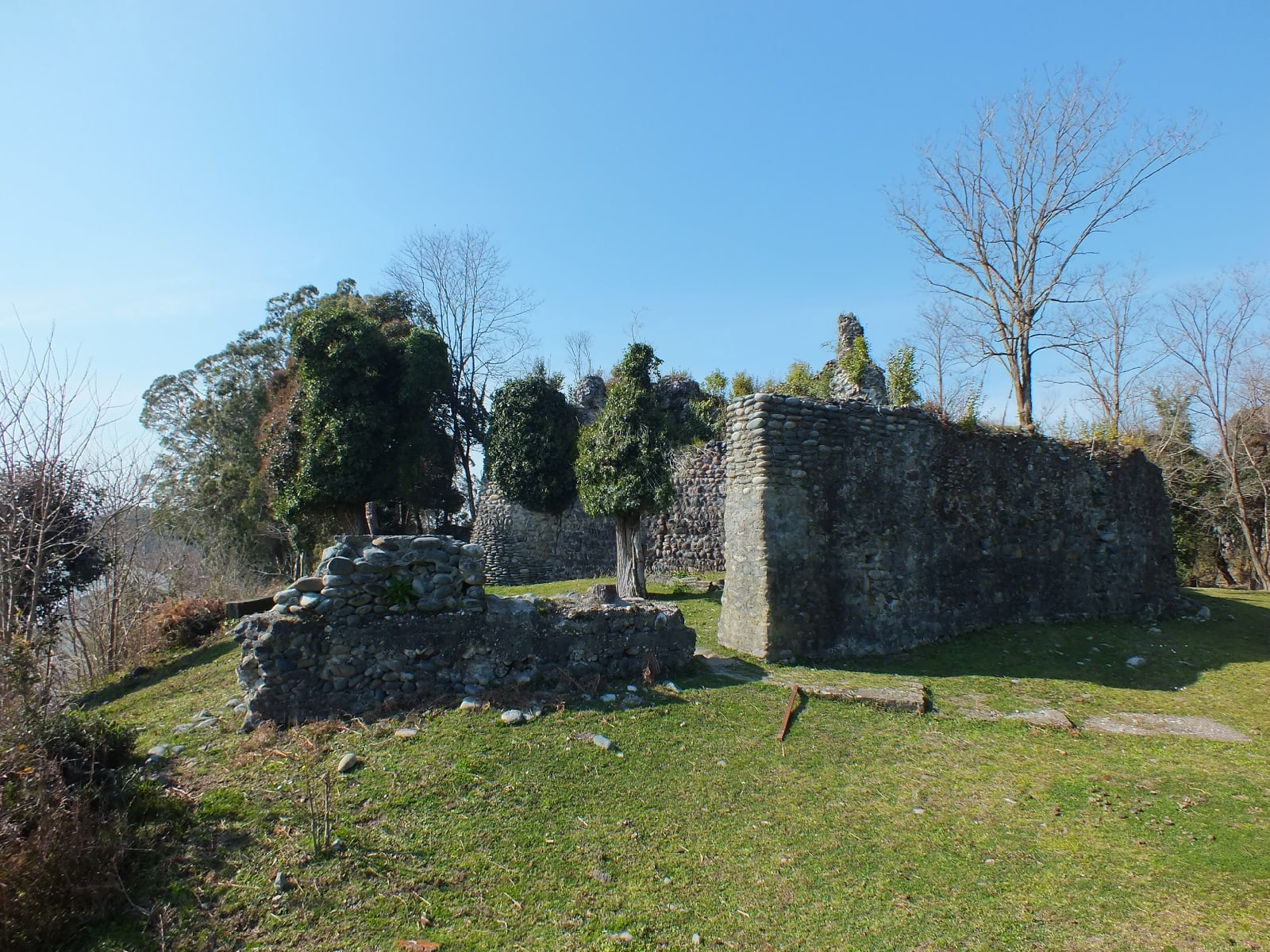
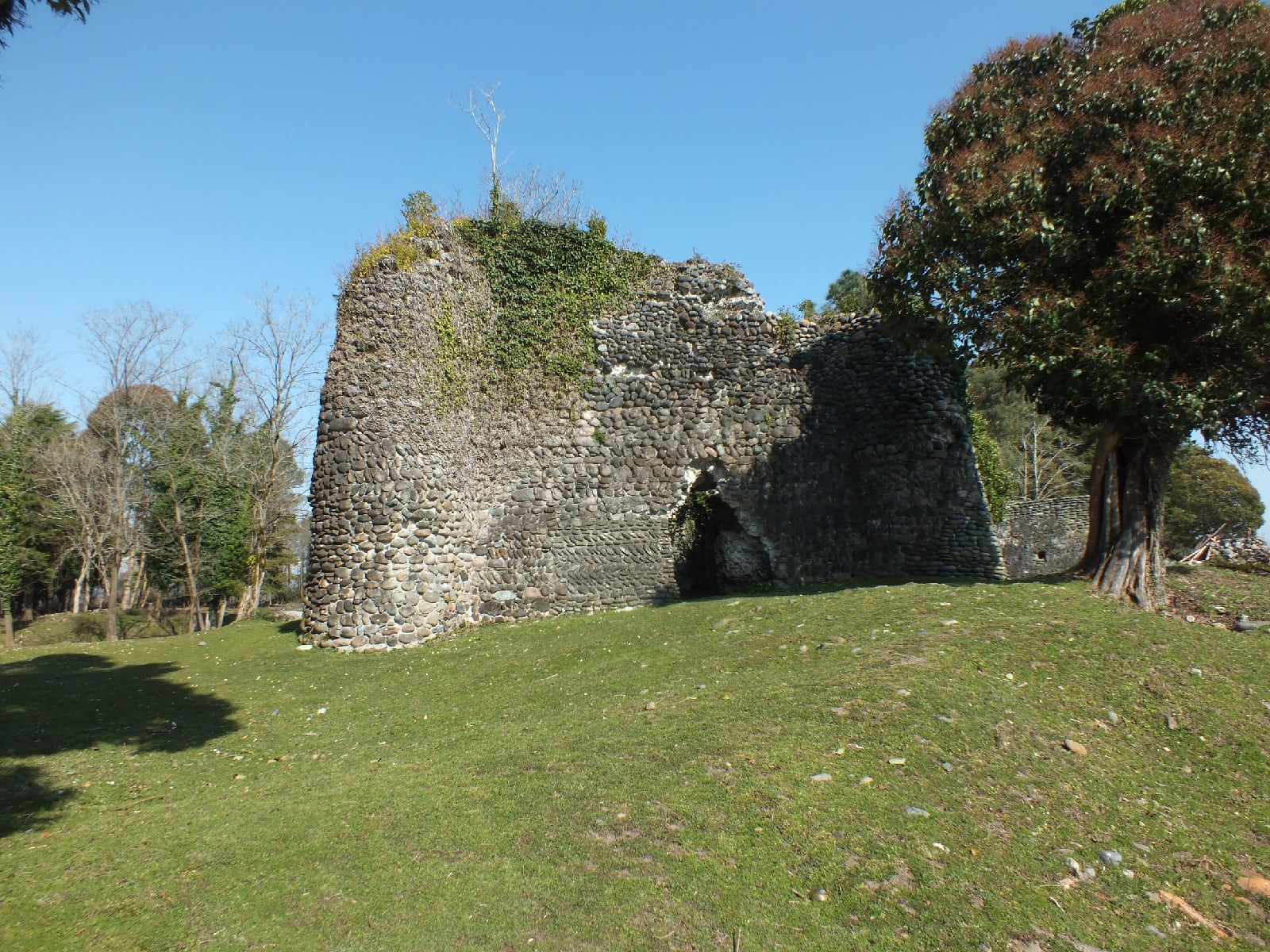
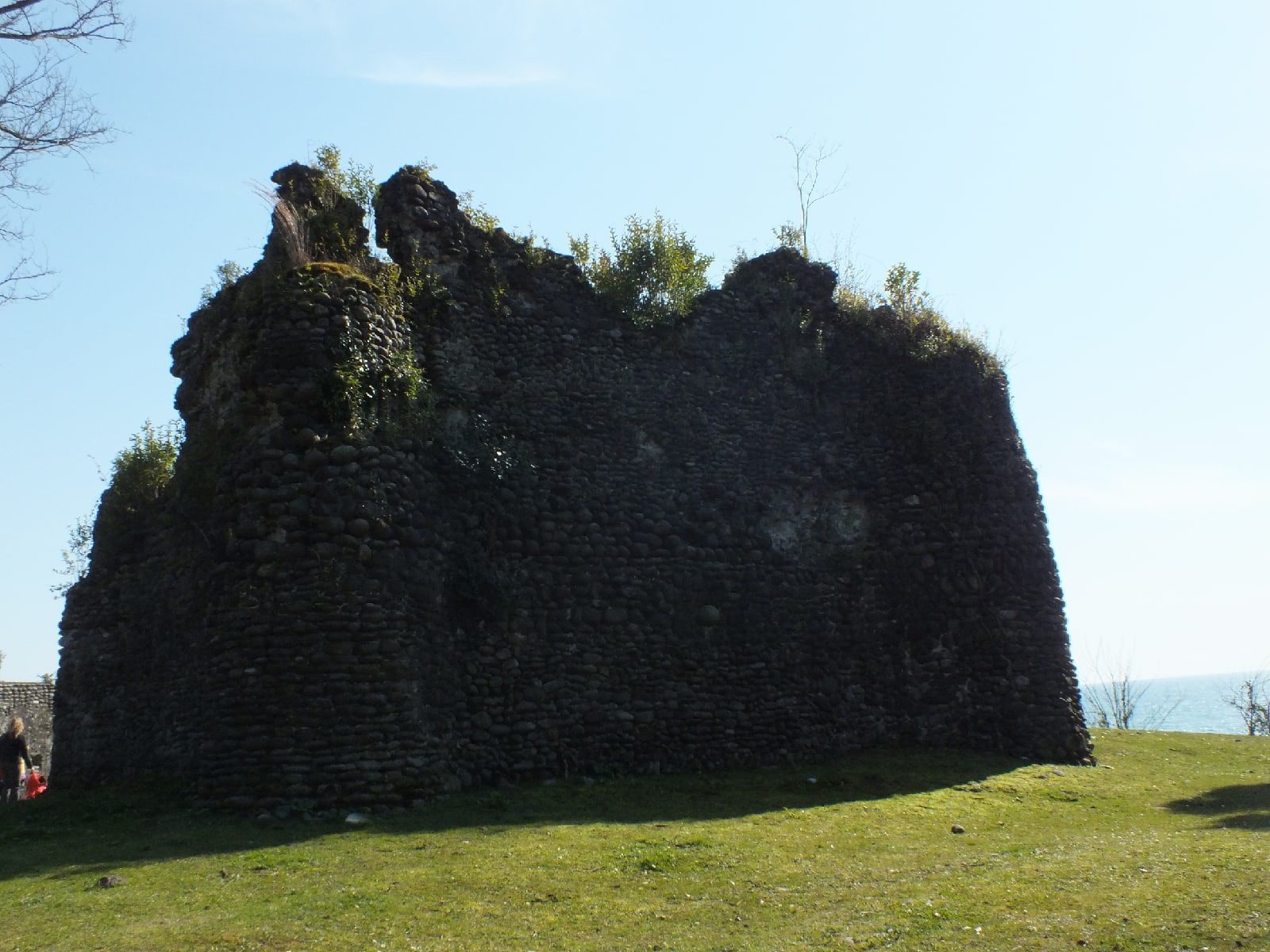
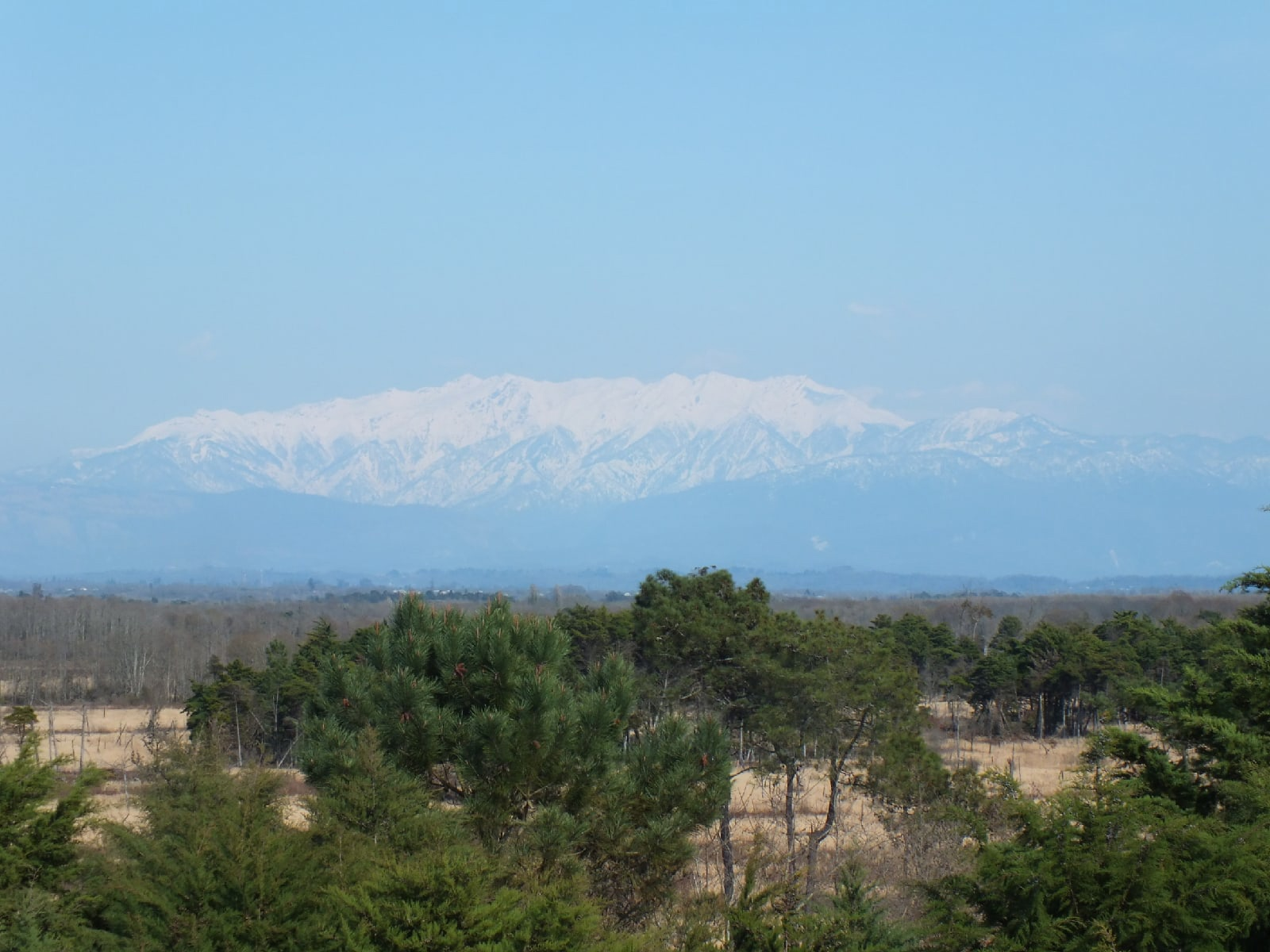
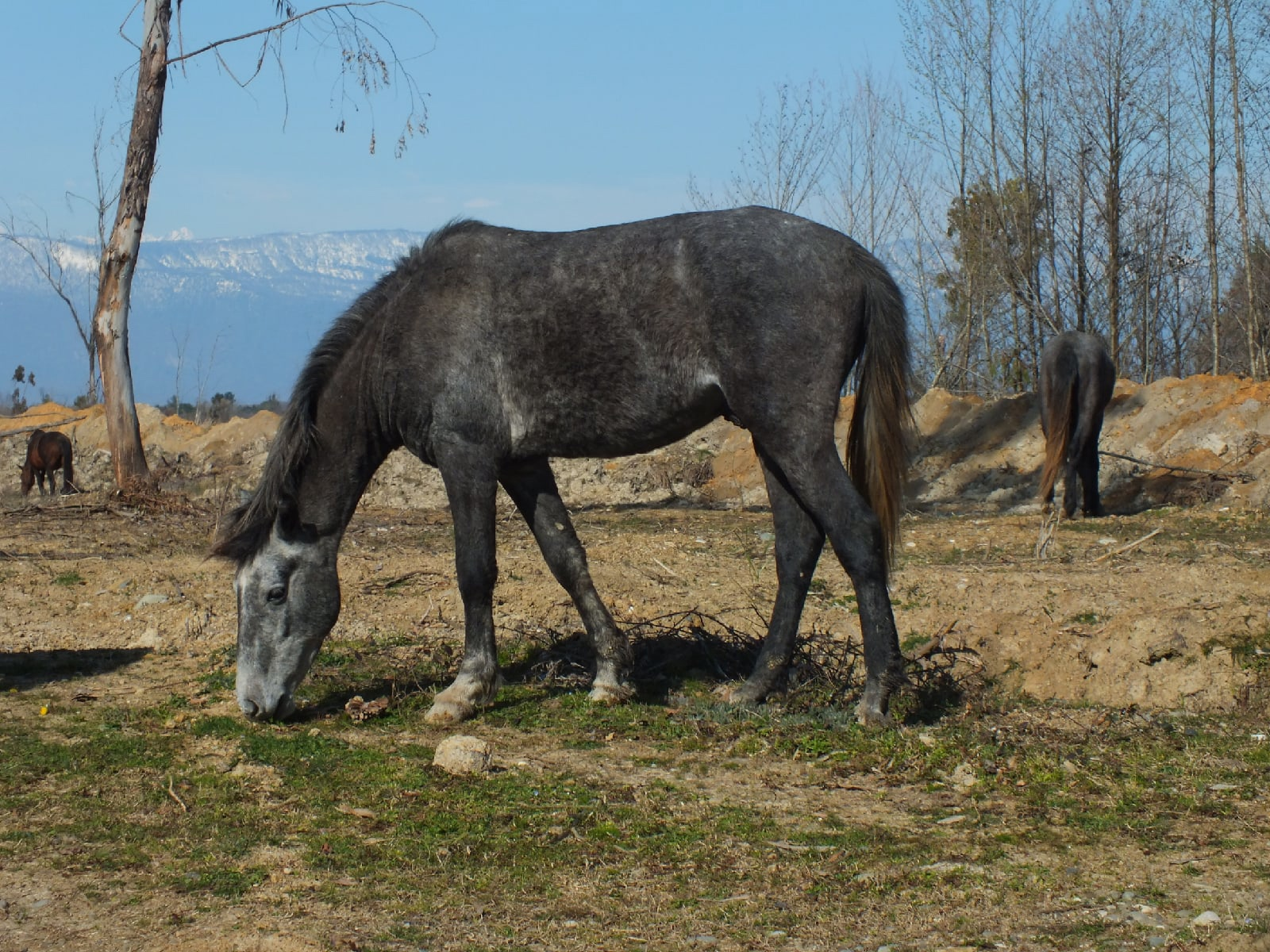